# Boom Beach
Boom Beach es un videojuego de estrategia móvil para los sistemas iOS y Android, desarrollado por Supercell. Fue lanzado de manera limitada en Canadá el 11 de noviembre de 2013 y abiertamente al público el 26 de marzo de 2014.

## Jugabilidad
Boom Beach es un juego de estrategia que combina ataques contra otros jugadores y ataques en contra de bases generadas automáticamente por el juego. El juego se desarrolla en un archipiélago tropical con el jugador en una isla con defensas y tropas (similar al estilo de Clash of Clans).
Los jugadores pueden construir su base, mejorar y desbloquear sus defensas y edificios. Boom Beach combina campañas de un jugador individual con la capacidad de atacar otros jugadores en modo multijugador en el mismo mapa. Boom Beach ha estado en el top 10 de juegos en 22 países desde su lanzamiento. El juego enfrenta al jugador contra un enemigo conocido como "La Guardia Oscura" quiénes son a menudo representados por un militar de alto rango llamado "Hammerman".
Aparte del aspecto principal del juego, hay también un modo cooperativo donde los jugadores reúnen "Información Militar" (sobreviviendo u ordenando ataques) que es usada, para luego atacar bases generadas por el sistema en Ataques de Fuerza Operativa.

### Recursos
En Boom Beach el jugador necesita recolectar recursos como oro, madera, piedra, y en niveles más altos, hierro; para mejorar y construir tropas y edificios. El juego también utiliza una moneda especial: los diamantes. Los diamantes pueden ser otorgados después de haber logrado ciertos objetivos o como recompensas a eventos especiales, pero la manera principal de adquirir los diamantes es comprándolos utilizando dinero real. Los diamantes también pueden ser adquiridos haciendo click en las cajas de tesoro cuando aparecen de manera aleatoria en el mapa. Los diamantes pueden ser utilizados para agilizar cada aspecto del juego (excepto en las operaciones con el submarino); desde tiempo de construcción de edificios y estatuas, hasta la creación de tropas y mejoras en la Armería. También se pueden usar para comprar más oro, madera, piedra o hierro. Lo único que no se puede comprar con diamantes es Información Militar y las Piedras de Poder que pueden ser utilizadas para mejorar varios aspectos del juego como la vida de las tropas o de los edificios, producción de recursos entre otros.

## Recepción
En la Google Play tiene una recepción de 4,5 sobre 5  y en la App Store tiene una recepción de 4,6 sobre 5.